# ألين هاتشر
ألين هاتشر (بالإنجليزية: Allen Hatcher)‏ هو رياضياتي أمريكي، ولد في 23 أكتوبر 1944 في إنديانابوليس في الولايات المتحدة.